# ابوسهل نیلی
ابوسهل نیلی (۳۵۳ هجری - ۴۲۰ هجری) از مشهورترین پزشکان ایرانی در سده چهارم و پنجم قمری بود.

## نام
ابوسهل سعید بن عبدالعزیز بن عبدالله بن محمد ابراهیم بن عبدالمومن طیفور نیلی نیشابوری

## آثار
آثار وی در علم پزشکی عبارتنداز:
- تلخیص کتاب المسائل للحنین
- تلخیص شرح فصول بقراط از جالینوس